# کمدی رمانتیک

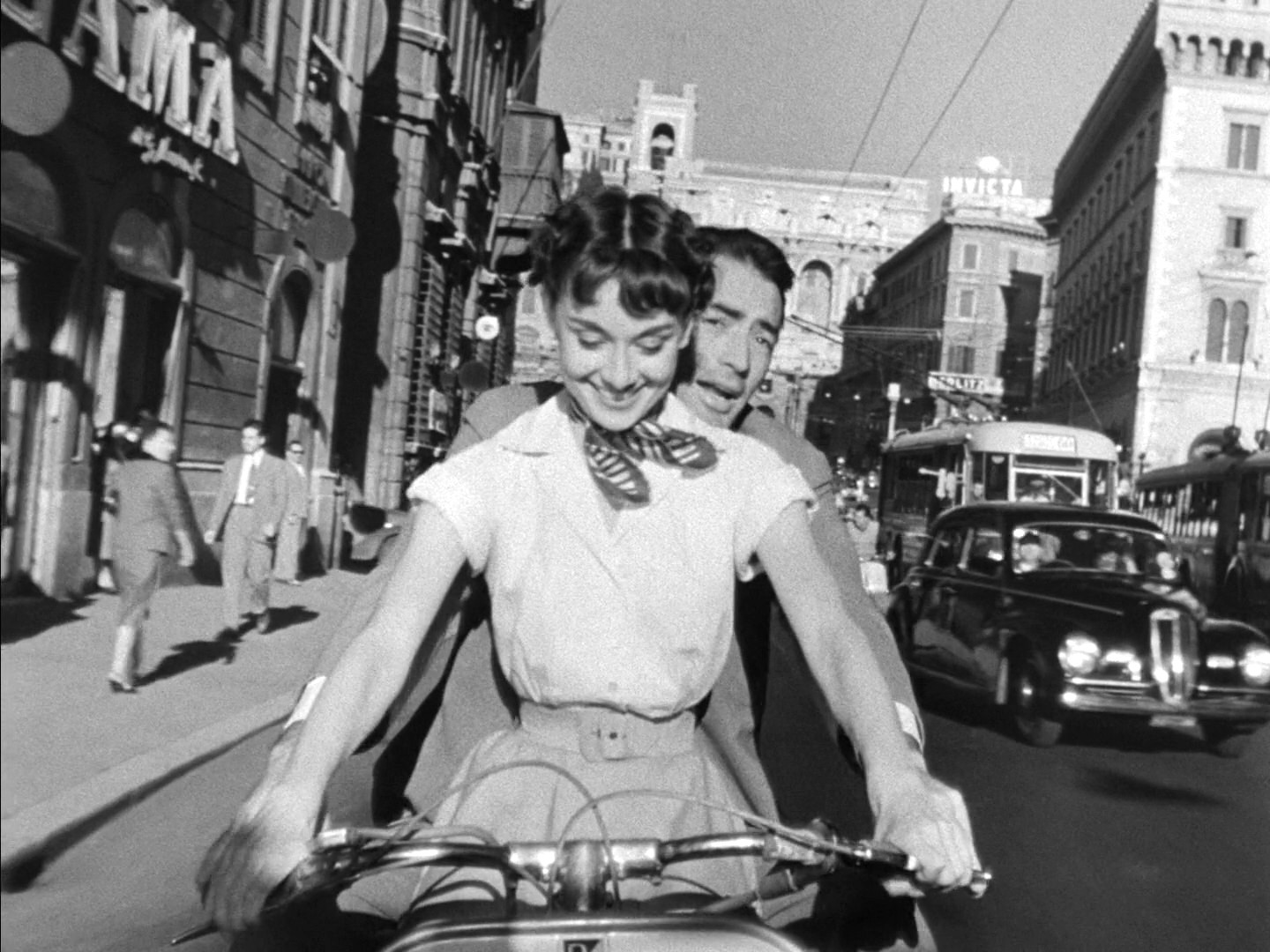
آدری هپبورن و گریگوری پک در تریلر فیلم کمدی رمانتیک تعطیلات رومی

فیلم کمدی عاشقانه یا فیلم کمدی رمانتیک (به انگلیسی: Romantic comedy film) یکی از ژانرهای فیلم است که زیرمجموعه ژانرهای کمدی و رمانتیک محسوب می‌شود. این گونه فیلم‌ها معمولاً با دستاویز قرار دادن عشق و علاقه افراد و قرار دادن آن در موقعیت‌های طنز ایجاد می‌شود.
از اصطلاحات مربوط به این ژانر می‌توان به رام-کام اشاره کرد که مخفف رمانتیک کمدی است.